# A Piece of What You Need
A Piece of What You Need, pubblicato nel 2008 dalla Verve Forecast è il quarto studio album del cantautore Teddy Thompson.

## Il disco
Un anno dopo l'album di cover country Upfront & Down Low, Teddy Thompson torna con un disco di inediti. La produzione è affidata a Marius De Vries che nota il cantautore britannico nel backstage del tour di Rufus Wainwright nel quale Teddy partecipava come corista.
L'album è stato preceduto dal singolo "In My Arms" e dal video nel quale compare brevemente al piano l'amico Rufus Wainwright.
Come ormai d'abitudine l'album contiene come ghost track una cover degli Everly Brothers in questo caso è "The Price of Love"

## Tracce
1. The Things I do – 3:44
2. What's This?!! – 3:23
3. In My Arms – 3:14
4. Where To Go From Here – 3:12
5. Don't Know What I Was Thinking – 3:53
6. Can't Sing Straight – 3:42
7. Slippery Slope (Easier) – 4:13
8. Johnatan's Book – 4:40
9. One Of These Days – 2:49
10. Turning The Gun On Myself – 4:20
11. A Piece Of What You Need – 18:35

- The Price Of Love (Ghost Track)

Musiche e testi: Teddy Thompson eccetto #12 Don Everly

## Musicisti

### Artista
- Teddy Thompson: voce, chitarra acustica, chitarra elettrica e harmonium

### Altri musicisti
- Jeff Hill - basso
- Matt Johnson - batteria